# Michele Angiolillo

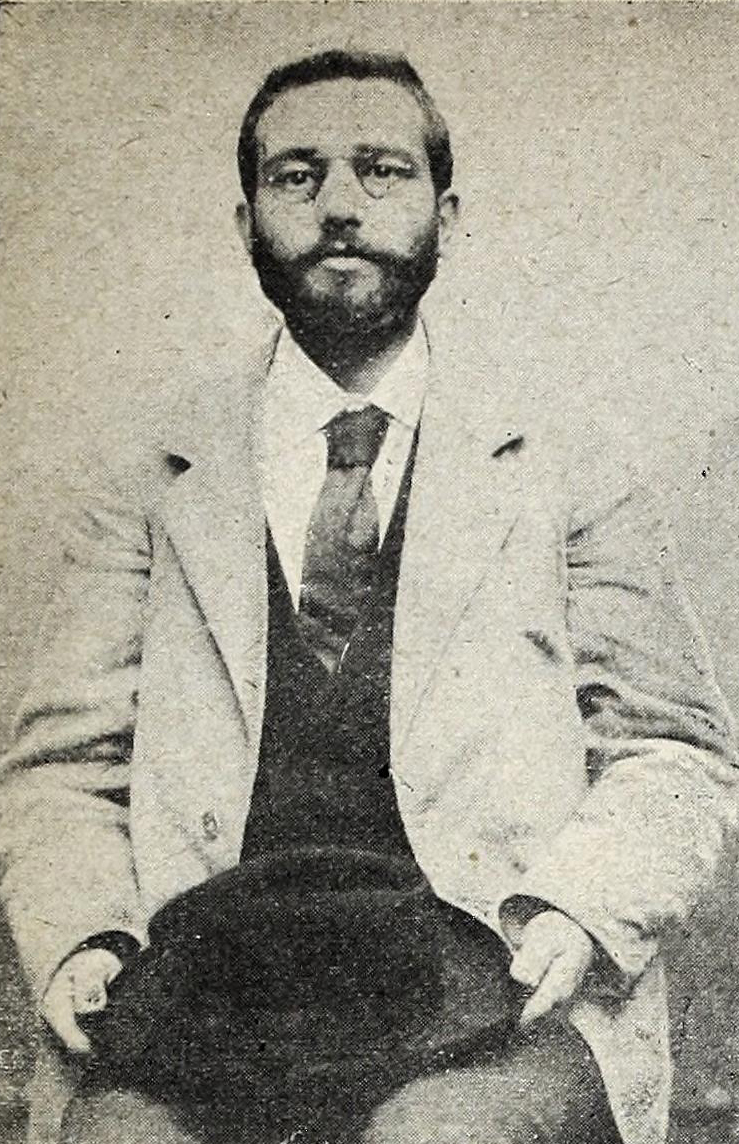
Michele Angiolillo

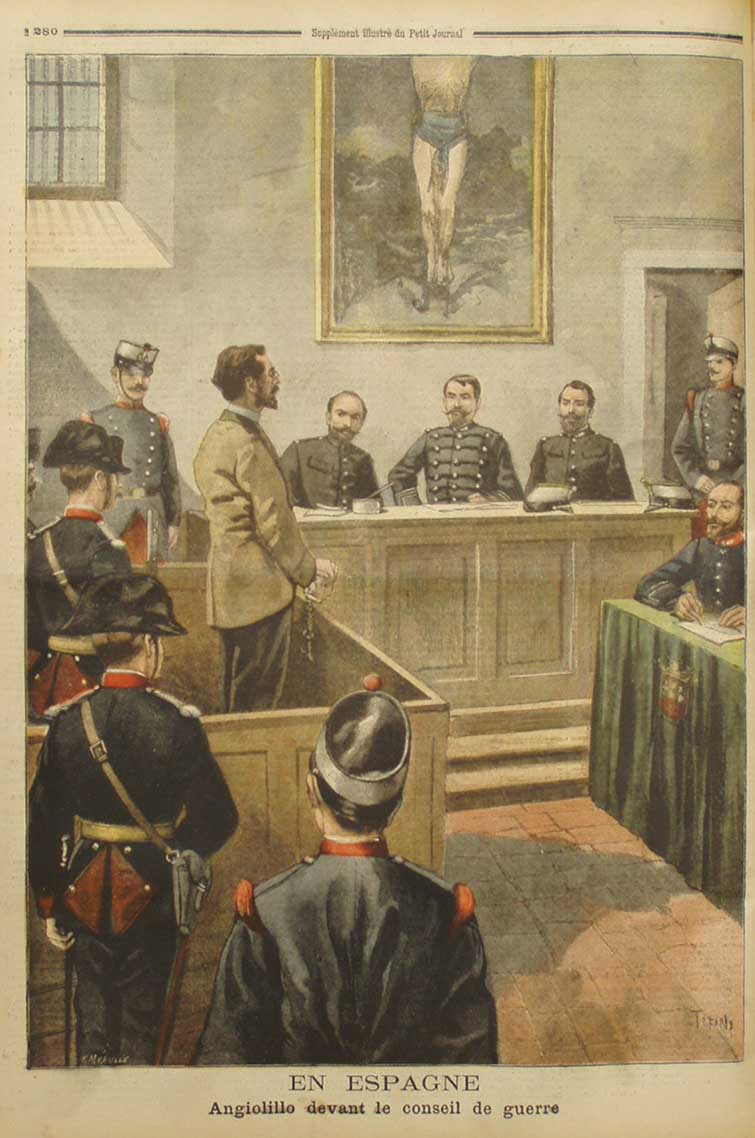
Zeitgenössische Darstellung des Prozesses

Michele Angiolillo Lombardi (* 5. Juni 1871 in Foggia; † 20. August 1897 in Bergara) war ein italienischer Anarchist und Attentäter des spanischen Premierministers Antonio Cánovas del Castillo.
Angiolillo reiste 1897 über Paris und London unter falschem Namen nach Spanien. Ursprünglich plante er wohl, ein Mitglied der Königsfamilie zu ermorden, wurde dann aber von dem Revolutionär Ramón Emeterio Betances überzeugt, Cánovas als Ziel zu wählen. Dieser war seit 1896 hart gegen Anarchisten, Sozialisten und Republikaner vorgegangen, von denen viele im Gefängnis Montjuïc an den Folgen der Folter starben.
Angiolillo traf Cánovas schließlich am 8. August 1897 allein in einem Thermalbad in Mondragón, Guipúzcoa, wo er ihn erschoss. Angiolillo ließ sich daraufhin gefangen nehmen und bestritt die Verwicklung weiterer Personen in das Attentat. Er wurde zum Tod durch die Garotte verurteilt. Die Hinrichtung fand in der nahegelegenen Stadt Bergara statt.